# Rudolf G. Binding
Rudolf Georg Binding, bardziej znany jako Rudolf G. Binding (ur. 13 sierpnia 1867 w Bazylei, Szwajcaria, zm. 4 sierpnia 1938 w Starnberg w Bawarii, Niemcy) – niemiecki pisarz i poeta.
Srebrny medalista Olimpijskiego Konkursu Sztuki i Literatury, Amsterdam 1928 z dziedziny literatury w konkursie prac lirycznych (otrzymał go za zbiór wierszy Reitvorschrift für eine Geliebte).
Jest uważany za jednego z przedstawicieli rewolucji konserwatywnej, ruchu kulturalnego w międzywojennych Niemczech.

## Zarys biograficzny
Studiował medycynę i prawo, następnie wstąpił do wojska. W czasie I wojny światowego dowodził szwadronem dragonów. Swój dziennik Aus dem Krieg i zbiór listów z tego czasu wydał w 1927 r., natomiast jego wiersze i opowiadania dotyczące tematu tej wojny ukazały się dopiero po jego śmierci.
Nigdy nie był członkiem partii hitlerowskiej, ale w 1933 r. podpisał deklarację artystów na wierność Hitlerowi. Zamierzał ożenić się ze swoją sekretarką i tłumaczką Elisabeth Jungmann, ale uniemożliwiły to ustawy norymberskie, zabraniające małżeństw między Niemcami a Żydami.

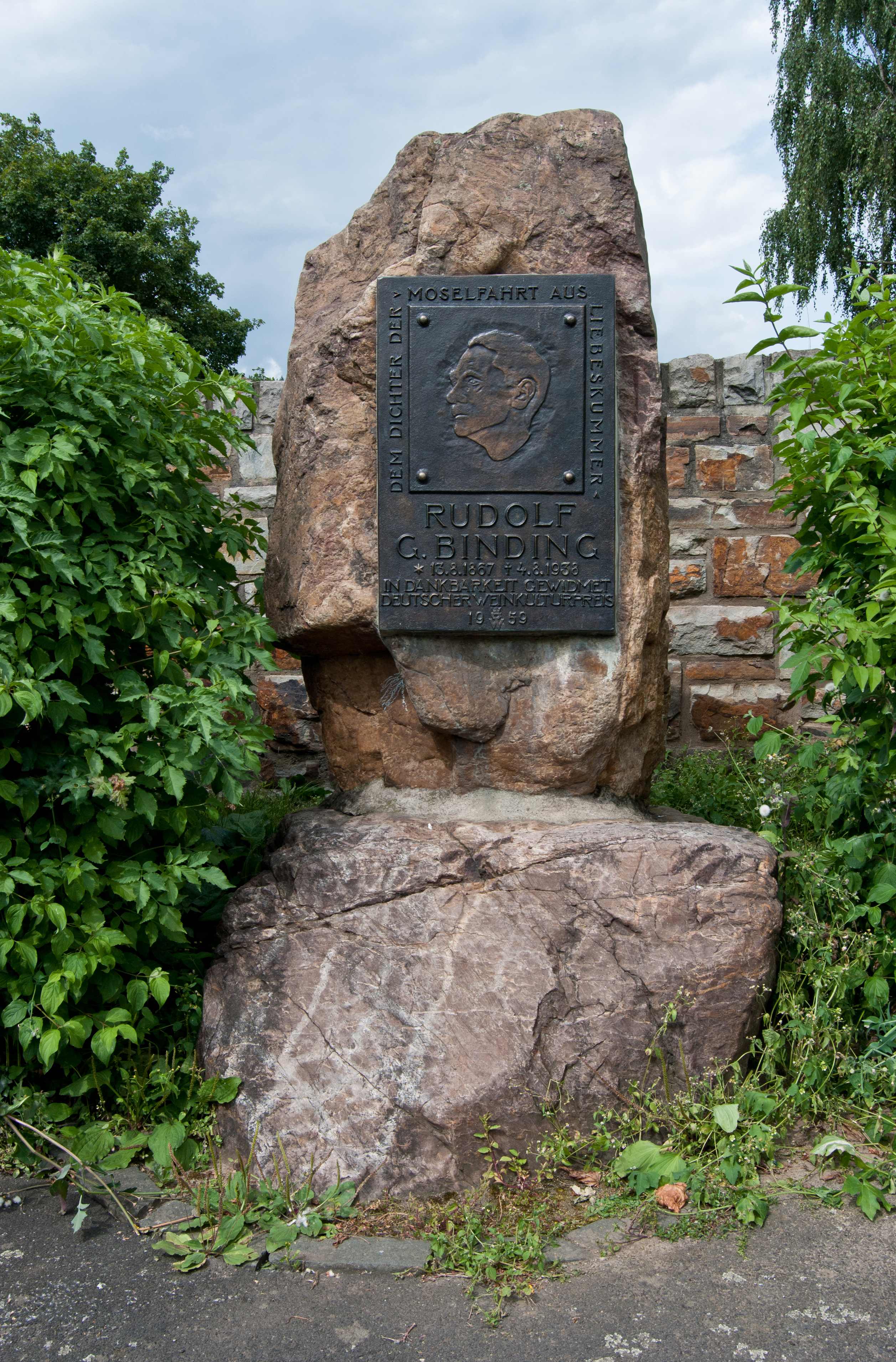
Tablica pamiątkowa poświęcona pisarzowi na pomniku w Traben-Trarbach

## Ważniejsze dzieła
- Keuschheitslegende (1919)
- Reitvorschrift für eine Geliebte (zbiór poezji, 1924)
- Aus dem Krieg (dziennik wojenny, 1925)
- Dies war das Maß (wyd. pośm., 1940)